# Оборотні активи
Оборотні активи — грошові кошти та їх еквіваленти, що не обмежені у використанні, а також інші активи, призначені для реалізації чи споживання протягом операційного циклу чи протягом дванадцяти місяців з дати балансу.
Значну частку оборотних активів на підприємствах складають запаси 
– предмети праці, що призначені для обробки, переробки, використання у виробництві для господарських потреб, а також засоби праці, які підприємство включає до складу малоцінних та швидкозношуваних предметів.
Запаси – це активи, які:
- зберігаються для продажу за умов звичайної господарської діяльності, або
- знаходяться в процесі виробництва для такого продажу, або
- призначені для споживання у виробничому процесі чи при наданні послуг.

Запаси включають:
- товари, що були придбані та зберігаються для перепродажу, до складу яких відносять землю та іншу нерухомість, придбану для перепродажу;
- готову вироблену продукцію;
- незавершене виробництво підприємства;
- основні та допоміжні матеріали для використання у процесі виробництва та надання послуг.

## Класифікація
До різновидностей оборотних активів належать:
1. Запаси
1.1. Виробничі запаси
1.2. Тварини на вирощуванні та відгодівлі
1.3. Незавершене виробництво
1.4. Готова продукція.
1.5. Товари
2. Кошти, розрахунки та інші активи.
2.1. Векселі одержані
2.2. Дебіторська заборгованість за товари, роботи, послуги
2.3. Дебіторська заборгованість за розрахунками з бюджетом
2.4. Дебіторська заборгованість за виданими авансами
2.5. Дебіторська заборгованість з нарахованих доходів
2.6. Дебіторська заборгованість із внутрішніх розрахунків
2.7. Інша поточна дебіторська заборгованість
2.8. Поточні фінансові інвестиції
2.9. Грошові кошти та їх еквіваленти
2.10. Інші оборотні активи – оборотні активи, як зобов’язання перед підприємством за його майно.
2.11. Витрати майбутніх періодів 
- Національні положення (стандарти) бухгалтерського обліку
- Оборотний капітал
- Оборотні засоби